# BMW Ljubljana Open 2004
Il BMW Ljubljana Open 2004 è stato un torneo di tennis facente parte della categoria ATP Challenger Series nell'ambito dell'ATP Challenger Series 2004. Il torneo si è giocato a Lubiana in Slovenia dal 24 al 30 maggio 2004 su campi in terra rossa.

## Vincitori

### Singolare
Jiří Vaněk ha battuto in finale  Björn Phau con il punteggio di 5–7, 6–1, 7–6(5)

### Doppio
Rik De Voest /  Giovanni Lapentti hanno battuto in finale  Robert Lindstedt /  Michael Russell con il punteggio di 6–3, 6–4